# دنیای کوچک (رمان)
دنیای کوچک (به انگلیسی: Small World) نام نخستین و مشهورترین رمان مارتین زوتر نویسنده سوییسی است که در سال ۱۹۹۷ به زبان آلمانی منتشر شد و با انتشار آن مارتین زوتر به شهرت رسید. رمان دنیای کوچک جوایز متعددی در سوئیس و اروپا دریافت کرد و در ۲۰۱۰ فیلمی از روی آن ساخته شد.

## برگردان فارسی
- دنیای کوچک، ترجمهٔ هوشمند دهقان. تهران: انتشارات نیلوفر، زمستان ۱۳۹۹